# Gaston Baccus
Gaston Baccus est un homme politique belge, né à Huppaye (Brabant wallon) le 4 mars 1903 et décédé à Namur le 27 janvier 1951. Il fut également poète.

## Biographie
Gaston, Pierre, Joseph Baccus est né le 4 mars 1903, à Huppaye, petit village de la Hesbaye brabançonne. Les parents de Gaston Baccus, Joseph, Antoine, Henri Baccus (06/02/1877-14/04/1950) et Irma, Marie, Florentine Delchambre (01/10/1880-01/02/1959), sont cultivateurs, mais d’autres membres de la famille ont déjà acquis un certain statut social. Le grand-père maternel est instituteur, mais la réussite de la famille à cette époque, c’est l’oncle Victor, gynécologue reconnu qui poursuit sa carrière aux États-Unis
Gaston Baccus après la fin de ses primaires, poursuit sa formation à l’École moyenne de l’État de Jodoigne (aujourd’hui Athénée royal de Jodoigne); puis, il entreprend des études d’instituteur à l’École normale de Tirlemont où il obtiendra, fin juin 1922, son diplôme.
À 19 ans, Il entame en 1922, des études de régent littéraire à l’École normale de l’État à Nivelles. Durant sa formation (3 années), il loge chez l’habitant et les cours se donnent dans des préfabriqués, car l’école a brûlé en 1921. En juin 1925, il est diplômé professeur agréé de l’enseignement moyen. Il gardera des liens très forts avec Nivelles où il fit ses études de régent de l'enseignement inférieur. Après la Seconde Guerre mondiale, il suivra de très près tous les plans de reconstruction de la Ville de Nivelles.
Il effectue son service militaire. Il choisit le service actif et l’École de sous-lieutenants de réserve d’infanterie. Il obtient son brevet de candidat sous-lieutenant de réserve en 1926 soit quelques mois avant d’être démobilisé en septembre 1926 (il terminera sa "carrière" militaire avec le grade de capitaine-commandant le 26 juin 1948). Rendu à la vie civile, il cherche un emploi. Il répond à une dizaine d’annonces et postule à « un concours organisé par la Ville de Bruxelles conduisant à deux places de professeur à l’École professionnelle de mécanique de précision, d’horlogerie et d’électricité (Palais du Midi à Bruxelles) : l’une pour le français et l’économie sociale, l’autre pour les mathématiques et la philosophie ». Gaston Baccus, bien que régent littéraire, postule aux deux fonctions. Il est nommé aux fonctions de professeur de mathématiques et de physique. Il commence à enseigner le 15 octobre 1926 : essentiellement donc les mathématiques, mais, en 1929, il retrouvera enfin sa matière préférée : le français (tout en gardant des cours de commerce, hygiène et économie).
Il participe aussi, à la demande de l’Institut national de radiodiffusion (I.N.R.), à l’émission « Radio agricole ». Il y aborde différents sujets pratiques comme : la comptabilité des exploitations agricoles, les assurances sociales, etc. Les interventions de Gaston Baccus sont populaires.
En octobre 1932, Gaston Baccus est candidat aux élections communales à Huppaye. Trois listes se présentent : socialiste, libérale et catholique. La liste socialiste obtient trois élus (Gaston Baccus, Jean Joseph Pleugers (de la famille éloignée de Lastinie) et Florent Rassens) contre deux pour les libéraux (Léon Delvaux, Victor Mercenier) et deux pour les catholiques (Henri Deltour, Julien Charlier).
Le 25 août 1934 (il a 31 ans), il épouse Lastinie Pleugers. De cette union viendra la naissance de leur fils, Victor le 30 septembre 1935.
Le 9 octobre 1938, nouvelles élections communales. Les électeurs renouvellent son mandat.

### Le théâtre et Gaston Baccus
C’est très certainement sous l’influence de Julien Daurmont, instituteur à Huppaye de 1881 à 1904 et fondateur, en 1920, du Cercle dramatique Union et Liberté (auquel il vouera le meilleur de lui-même jusqu’à la fin de sa vie), que Gaston Baccus se découvre une âme de poète, de dramaturge et de prosateur.
Dès l’adolescence, Gaston Baccus écrit beaucoup. Des poèmes surtout, où il célèbre la terre de sa région, l’amour et les amitiés fortes.
Des chansons en français et en wallon comme "Houppaye, Monlèbaye" où il chante les charmes du berceau de son enfance, "Pe taur quand d'jaré fait m'tour se l'terre", "A Hou, dje vou qu'on m'y èterre", "Por adon se m'tombe, dj vos d'mande" ; "A Houppoye, dje vo d'mande", "Qu'one djonn fèye m'appoite comme offrande On bia ptit bouquet d'fleurs d’Houpaye".
En 1925, il adhère au Cercle dramatique Union et Liberté d’ Huppaye . Il en devient vite un élément moteur comme acteur, mais aussi comme régisseur, metteur en scène, auteur.
En 1932, Il fait partie des auteurs repris dans l’Anthologie des jeunes écrivains  de la Revue nationale. Gaston Baccus est présenté de cette façon: "Né à Huppaye en 1903. Professeur agrégé de l’enseignement moyen. Officier de réserve. A publié dans L’envolée et la Revue nationale. Les théâtres populaires de Wavre et de Nivelles ont représentré ses pièces, "Vers le crépuscule" (1928), "Vers l’aube" (1929), "Le bourgmestre absolu" (1930), et des reventes comme "Le Coirneau d’Ouppaie" (1926), "Quand on casse on paie" (1928), "Les sous dans l’pace" (1929). Il a chanté l’amour des hommes et des choses de son beau pays natal.
En 1932, Il fait partie des auteurs repris dans l’Anthologie des jeunes écrivains de la Revue nationale. Gaston Baccus est présenté de cette façon: "Né à Huppaye en 1905. Professeur agrégé de l’enseignement moyen. Officier de réserve. A publié dans L’envolée et la Revue nationale. Les théâtres populaires de Wavre et de Nivelles ont représentré ses pièces, « Vers le crépuscule » (1928), Vers l’aube (1929), Le bourgmestre absolu (1930). Et des reventes comme « Le Coirneau d’Ouppaie » (1926), « Quand on casse on paie » (1928), les sous dans l’pace » (1929). Il a chanté l’amour des hommes et des choses de son beau pays natal".
Les créations théâtrales de Gaston Baccus sont multiples tant en français qu’en wallon. Quelques titres connus :
Le Coirneau d’Ouppaïe, 1926 (pièce écrite en wallon) que Gaston Baccus décrit comme une "revue destinée à souligner le grotesque ou la rareté des événements qui, plus ou moins récemment, mirent en branle les bonnes et les mauvaises langues du village".  La première représentation est donnée le 11 avril 1926.
- Sa première (vraie) pièce, Vers l’aube, est jouée le 6 février 1927. « Suite à ce succès, la pièce sera jouée à Jodoigne, Zétrud-Lumay, Mont Saint-André, Namur.
- Paysan qui sera joué à Huppaye en décembre 1925.
- Le sonneur de Saint-Paul qui sera joué à Huppaye en 1926. C’est un drame en quatre actes précédé d’un prologue. Les événements qui s’y déroulent se passent sous Charles II, roi d’Angleterre. C’est Gaston Baccus lui-même qui joue ce rôle.
- Vers le crépuscule, 1928 (en français).
- Quand on casse on paie, 1928 (en français).
- Les sous dans l’pace, 1929 (en wallon).
- Le bourgmestre absolu, 1930 (en français).

À l’occasion des 100 ans de la Belgique, Gaston Baccus écrit une comédie en trois actes :  Houppaie n’aveut que 15 ans. L’avis officiel précise qu’il s’agit d’une pièce patriotique. Gaston Baccus compose aussi à cette occasion une chanson : « Les Beons Béveus – Au centenaire ».
En 1937, il écrit Soctia, une comédie en trois actes en vers (en wallon et en français). C'est une pièce importante, car elle met en scène des éléments essentiels pour Gaston Baccus : le romantisme du 19e siècle, le travail de la terre, le respect de la femme, la paix et l'honneur de la Wallonie. C’est une légende autour d’un personnage mystérieux : Soctia, dont on trouve ses références historiques dans l’histoire de Huppaye tel qu’elle figure dans l’ouvrage de Jules Tarlier et d'Alphonse Wauters. Les prénoms des personnages ainsi que l’intrigue, certes romancée, trouvent leurs origines dans des personnalités de l’époque : le comte et la comtesse de Fauconval , le Marquis de Beaulieu , le Comte de Duras , et les serviteurs Jacqueline , Gérard, Ignace. Il fait référence à des lieux de Huppaye : Chantraine , Fauconval, Beaulieu,  Cense de l’Espenette (ferme de l’Épinette), Sint-Maurté (Saint-Martin) , Basse dè Timpe (Basse du Temple), Soctia. Pour les trois premiers lieux, il s’agit d’anciennes fermes seigneuries. Par contre, Soctia est un terme wallon qui désigne un petit bois. Cette pièce a été créée le 28 mars 1937 par la troupe Union et Liberté d’Huppaye et publiée aux Éditions Duculot (Gembloux).

### Gaston Baccus et la politique
Très vite aussi, il s’engage. D’abord comme écrivain (poète et surtout dramaturge), puis en tant qu’animateur d’éducation populaire (conférences, émissions radiophoniques) puis comme militant socialiste. Alors qu’il sait sa santé fragile, il devient officier de réserve.
Le 20 février 1940, il est rappelé sous les armes au 63e Régiment de ligne. Il participe à la campagne des 18 jours et à la  Bataille de Boulogne.
Il est prisonnier de guerre à partir du 23 mai 1940 en même temps que Jean Rey. Il porte le numéro 2202 à partir du 23 mai 1940. Il a séjourné d’abord à l’Oflag VII B à Eichstätt en Bavière du 2 juin 1940 au 27 août 1942. Puis à l’Oflag XD Hambourg Fisbeck du 28 août 1942 au 15 avril 1945.
Après la guerre, Gaston Baccus est élu député socialiste en 1946. Il est élu bourgmestre de son village natal le 24 novembre 1946. Il poursuivra ses deux mandats jusqu’à son décès.
Politiquement, il sera favorable à l’union des combats paysan et ouvrier. Gaston Baccus va s’inspirer de la SFIO en France qui est proche de la Confédération Nationale Paysanne. Gaston Baccus trouve dans les écrits de Charles Gide (France) les sources du modèle de la coopérative. Gaston Baccus va créer l’Union des campagnes (un début de syndicalisme agricole) avec Edmond André et Jules Barry. Le 27 octobre 1947, Gaston Baccus propose au Congrès du Parti socialiste belge (PSB), la création d’une Fédération socialiste des agriculteurs.
Entre la fin de la guerre et 1950, l’électeur sera convoqué trois fois. Baccus sera donc quasiment en permanence en compagne. De nouveau il ne ménage pas sa peine. C’est, comme l’exprime Valmy Féaux : « Grâce à lui, grâce à sa force de conviction, que les travailleurs de la terre de Jodoigne et de Perwez ont compris la similitude de leur combat avec celui des ouvriers des usines de Court-Saint-Étienne, de Nivelles, de Clabecq, de Quenast. Aussi aux élections du 4 juin 1950, le PS a obtenu près de 52 % des suffrages. C’est le meilleur résultat de l’après-guerre, sinon de toujours dans le Brabant Wallon. » Au sein de son parti il est une personnalité de plus en plus écoutée. Il a du poids comme lorsqu'il présidera le Congrès annuel du PSB 24 juin 1950. Il est alors au faîte de sa popularité et son influence sur le parti est forte.
C’est aussi durant cette période qu’éclate l’affaire Jean Van Lierde, jeune militant syndicaliste chrétien du Brabant wallon. Jean Van Lierde refuse de faire son service militaire. Sa décision est réfléchie. Elle conjugue sa foi chrétienne, ses sympathies pour les anarchistes pacifistes, ses actions de résistance durant la guerre, les horreurs vécues lors des journées d’épuration qui suivirent la fin de la guerre.  Le 10 octobre 1949, il est arrêté. Des soutiens s’organisent. Le 28 novembre 1949, des personnalités vont en leur nom propre créer un Comité d’action pour donner à la Belgique un statut légal aux objecteurs de conscience. Gaston Baccus en fait d’emblée partie. Présidé par Charles Gheude,  le Comité va très rapidement travaillé à un texte qui pourrait être déposé comme proposition de Loi.
Gaston Baccus qui est le seul parlementaire dans ce comité accepte immédiatement d’être celui qui déposera ce texte à la Chambre. Le 15 novembre 1950, le texte est prêt. Il  est fortement est inspiré de la proposition du Député français André Philip (SFIO) Ce dernier fut l’avocat d’objecteur de conscience en 1932. Baccus reçoit l’autorisation de le déposer en son nom propre. Ce qu’il fera le 21 novembre  1950 par une Proposition de  loi portant le statut de l'objecteur de conscience.
« La proposition de loi que nous avons l'honneur de vous présenter aujourd'hui est le résultat des travaux de ce Comité.
Quel que soit le sort qui lui sera réservé, nous affirmons que les objecteurs de conscience, moyennant d'être sincères, ont droit au respect. Ils ne sont ni des lâches ni des malins qui songent à « sauver leur peau » ou à esquiver une obligation sociale. Ils s'offrent volontairement à accomplir un service civil de remplacement quelques difficile et dangereux qu'il soit, pourvu que ce service échappe au contrôle direct et exclusif des autorités militaires. En attendant, ils acceptent courageusement les rigueurs â quoi les expose, dans l'état actuel des choses, leur attitude de refus. »
Wallon de la première heure, Gaston Baccus a participé à des débats importants de l’histoire de Belgique.
Il est critique de Paul Henry Spaak et soutient les républicains espagnols: "La reconnaissance par une partie de la gauche du régime de Franco en Espagne constitue pour d’autres un véritable traumatisme." Émile Vandervelde sera hostile à toute reconnaissance. Il démissionnera de sa fonction pour protester contre la décision qu’il n’aura pas réussi à empêcher, la reconnaissance de Burgos.
Sur ce sujet, comme pour d’autres, Gaston Baccus est en phase avec un grand nombre de socialistes de gauche. Il agit en soutien de l’engagement de François De Troyer qui accompagna lui-même en Espagne un camion destiné aux Brigades internationales. Il souligne aussi l’action de militants contre les cercles rexistes du Brabant wallon : « les socialistes, Jules Mahieu en tête, ne se firent pas faute d’y aller porter la contradiction. Ils étaient aidés en cela, par les sections des Jeunes Gardes socialistes qui, reconstituées depuis plusieurs années déjà, opposaient aux “troupes” rexistes, leurs groupes organisés et décidés à barrer la route au fascisme et à servir la cause de la classe ouvrière. C’est encore la cause du socialisme que les Jeunes Gardes allaient défendre, toujours en 1936, mais aussi au cours des années suivantes, en apportant leur soutien inconditionnel aux républicains espagnols, victimes de l’agression fasciste du Général Franco. »
Le 6 novembre 1948 , lors du 68e congrès du PSB  Gaston Baccus revient sur le discours de Paul Henry Spaak prononcé le 28 septembre 1948.  C'est le « discours de la peur ». Gaston Baccus s’adresse à Paul Henri Spaak en des termes très directs : « Pourquoi Spaak, qui serait mieux dans le rôle de médiateur que celui d’accusateur, n’irait-il pas lui-même à Moscou? »Le ministre l’interrompt en lui répondant du tac au tac : « Tu veux te débarrasser définitivement de moi ? (rire dans l’assemblée). » Et Baccus de poursuivre son intervention : « Il profiterait de l’occasion des négociations économiques, pour dire aux Russes ce que nous voulons. Oui, nous voulons une Europe occidentale, mais une Europe occidentale qui donnerait des leçons de démocratie à la Russie et des leçons de socialisme à l’Amérique. Je pourrais difficilement expliquer à mon fils que Franco est devenu notre excellent allié. Certes, nous n’en sommes pas là… Mais, on n’est pas toujours maître des événements. Veillons au grain. Je voudrais que Franco ne soit pas admis dans les cercles internationaux. S’il était admis dans ces cercles, j’aurais honte en me souvenant de tous ceux qui, en Espagne sont morts pour la démocratie (applaudissements). »
Au sujet de la Question royale , le 31 janvier 1950, dans une longue intervention, partant de ce qu’il a vécu en captivité, il expliquera sa position calmement sans passion excessive qui lui vaudra des applaudissements bien au-delà des mandataires de son parti. Gaston évoque sa propre histoire de prisonnier de guerre et  n’est pas d’accord avec la présentation qui est faite de dire les prisonniers de guerre sont favorables avec le retour du roi, Léopold III.
Quelques  jours plus tard, il voudra, dans le cadre des émissions concédées, cette fois expliquer sa position à la population. Son intervention radiophonique sera censurée ce qui suscitera de nouveaux échanges , vifs cette fois, au Parlement. Gaston Baccus est censuré à l’I.N.R pour une tribune consacrée au retour du roi Léopold III. Un débat parlementaire a lieu au sujet du fait que l’INR a interdit à Gaston Baccus et Jos Van Eynde l’accès de la tribune de l’ I.N.R pour développer leur position. Pour Gaston Baccus l’émission est prévue le 3 février 1950 mais la diffusion n’aura jamais lieu. Ce fut également le cas avec Jos Van Eynde.
Cela provoque des incidents à la Chambre (08/02/50 - Motion d’ordre sur Gaston Baccus à l’ INR, 09/02/1950 - demande l’extrême urgence interpeller le gouvernement sur la situation de G Baccus et Jos Van Eynde, 14/02/50 - interpellation Georges Bohy et discussion à la Chambre).
Gaston Baccus, Député Bourgmestre de Huppaye, est  décédé le 27 janvier 1951 à Uccle.
Le 9 février 1951, le conseil communal de Huppaye décide la création d’un « Comité mémoire du bourgmestre G. Baccus ».Il est en outre décidé de dénommer la place communale, place Gaston Baccus.
La Commune de Huppaye retient le principe d'un buste en bronze et confie sa réalisation à l’artiste namuroise Paule Bisman. Le 28 avril 1951, le Conseil communal de Huppaye accorde au Comité un subside pour la création du buste. Le 7 mars 1952, le Conseil communal décide de donner des pierres bleues pour le mémorial et, le 19 avril, est fixée au jeudi 22 mai 1952 la date d’inauguration du mémorial sur la place Gaston Baccus. L’ensemble existe toujours au milieu d’une très belle place qui a été rénovée en 2019.
Le  17 mars 1951, est mise en place la Fondation Gaston Baccus dans le but de perpétuer sa mémoire, mais aussi d’aider sa famille. La Fondation publiera une anthologie de ses œuvres poétiques, organisera des animations (notamment des séances cinématographiques avec le film « Tenace argile ») et des séances théâtrales avec les pièces de G. Baccus comme « Vers le crépuscule » ou « Vers l’aube ». La fondation a aussi longtemps édité des photos souvenirs en différents formats. Des photos qui resteront longtemps sur les meubles des habitants de l’Est du Brabant wallon.
La fondation sollicita aussi le compositeur nivellois, Franz Dewandelaer (1909-1952)  afin de composer un chœur parlé. Le 17 septembre 1951, l’auteur transmet le texte définitif. Le chœur parlé est intitulé « Notre Pays, pour nous ». Lors de son envoi, il indique qu'il a écrit une version plus complexe avec un décor sonore. Cette seconde version est intitulée "Brabant wallon, terre inconnue". Tous ces textes et indications sonores sont précieusement conservés au Musée de la vie wallonne à Liège.

## Œuvre
Recueils de poèmes :
- Sentiers et grand’routes, Gembloux, Éditions Duculot, 1937, 46 p.
- Carnets d'un combattant sans armes, Gembloux, Éditions Duculot, [1945], 158 p.
- Tenace argile, Bruxelles, Fondation Gaston Baccus, 1951, 604 p. (préfacé par Camille Huysmans et illustré par Pierre Paulus). Cet ouvrage reprend les poèmes déjà publiés dans Sentiers et grand’routes et les Carnets d’un combattant sans arme plus une série de nouveaux poèmes.